# ماهاجانگا
ماهاجانگا (به لاتین: Mahajanga) یک منطقهٔ مسکونی در ماداگاسکار است که در بوئنی واقع شده‌است. ماهاجانگا ۵۱٫۰۵ کیلومتر مربع مساحت و ۲۴۶٬۰۲۲ نفر جمعیت دارد.